# 刚毛白簕
刚毛白簕（学名：Eleutherococcus trifoliatus var. setosus）是五加科五加属白簕的变种。分布于台湾岛以及中国大陆的广东、云南、江西、贵州、广西、湖南、福建等地，生长于海拔500米至1,300米的地区，多生长在林荫下及林缘湿润地，目前尚未由人工引种栽培。